# I Can See You (canción de Taylor Swift)
«I Can See You» —en español: «Puedo Verte»— es la decimonovena canción del tercer álbum regrabado de la cantante y compositora estadounidense Taylor Swift. La canción se convirtió en el primer sencillo del álbum el 8 de julio de 2023. Fue lanzado el 7 de julio de 2023 a través de Republic Records, como parte de su tercer álbum regrabado, Speak Now (Taylor's Version). Producida por Swift y Jack Antonoff, «I Can See You» es una canción de Indie rock con un riff de guitarra. La letra es sexualmente sugerente y contiene insinuaciones coquetas, que describen la atracción de Swift por una persona con la que se cruza a menudo.
Los críticos musicales dieron a la canción críticas positivas y elogiaron su producción rítmica, letras sensuales y pegadiza; algunos lo eligieron como lo más destacado entre las pistas del álbum. Comercialmente, «I Can See You» alcanzó el puesto número cuatro en el Billboard Global 200 y el top diez en las listas de sencillos de Australia, Canadá, Irlanda, Japón, Nueva Zelanda, Singapur, Reino Unido y Estados Unidos.
El 7 de julio de 2023 se lanzó un video musical adjunto, escrito y dirigido por Swift, que se estrenó el día anterior en el primer show del Eras Tour en Kansas City, Misuri. Protagonizado por los actores estadounidenses Joey King, Taylor Lautner y Presley Cash, junto con la propia Swift, el video muestra un atraco por parte de King, Lautner y Cash para liberar a Swift de la era Speak Now de una bóveda altamente custodiada en un museo. Es una metáfora del apoyo de los fans de Swift tras la disputa por la venta de los masters de sus primeros seis álbumes, incluido Speak Now. El Museo Grammy en L.A. Live organizó una exhibición emergente que contiene vestuario y accesorios del video, en honor al récord de seis shows con entradas agotadas de Swift en el SoFi Stadium como parte del Eras Tour.

## Antecedentes y lanzamiento
La cantautora estadounidense Taylor Swift lanzó su tercer álbum de estudio, Speak Now, el 25 de octubre de 2010, bajo Big Machine Records. Lanzó tres álbumes de estudio más bajo Big Machine, según su contrato de grabación, que expiró en noviembre de 2018. Posteriormente, Swift se retiró de Big Machine y firmó un nuevo acuerdo con Republic Records, que le aseguró los derechos de propiedad de los masters de cualquier música nueva que lanzaría. En 2019, el ejecutivo musical estadounidense Scooter Braun adquirió Big Machine; la propiedad de los masters de los primeros seis álbumes de estudio de Swift, incluido Speak Now, se le transfirieron. En agosto de 2019, Swift denunció la compra de Braun y anunció que volvería a grabar sus primeros seis álbumes de estudio para poseer sus masters. Comenzó el proceso de regrabación en noviembre de 2020.
El 5 de mayo de 2023, en la primera fecha en Nashville de su sexta gira de conciertos, Eras Tour, Swift anunció Speak Now (Taylor's Version) y su fecha de lanzamiento el 7 de julio. Posteriormente dijo en publicaciones en las redes sociales: «I love this album because it tells a tale of growing up, flailing, flying and crashing ... and living to speak about it». («Me encanta este álbum porque cuenta una historia de crecer, agitarse, volar y estrellarse... y vivir para hablar de ello».) Swift enfatizó las dificultades que enfrentó en su vida durante el tiempo que escribió el disco, entre ellas «honestidad brutal, confesiones diarísticas sin filtrar y melancolía salvaje». El 5 de junio de 2023, Swift anunció la lista de canciones del álbum, que consta de 22 canciones. Entre ellas se encuentran seis canciones de «From the Vault» que fueron escritas para el álbum de 2010 pero que no figuraron en la lista final de canciones, incluida «I Can See You». Speak Now (Taylor's Version) fue lanzado por Republic el 7 de julio de 2023. El 3 de agosto, Swift interpretó la canción como una πcanción sorpresa» en el show Eras Tour en Los Ángeles.

## Música y letras
«I Can See You» tiene una duración de cuatro minutos y treinta y tres segundos. Está impulsado por un riff de guitarra de surf rock, que los críticos describieron como «entrecortado» y «vanguardista». La producción de medio tiempo incorpora guitarras distorsionadas, bajos serpenteantes y sintetizadores. Mike DeWald de la revista Riff caracterizó «I Can See You» como una canción de indie rock, y Annabel Nugent de The Independent pensó que evoca un «estado de ánimo de indie-rock» que difiere de sus predecesores inmediatos. Jason Lipshutz de Billboard y Chris Willman de Variety dijeron que la canción tiene elementos de funk. Para Pitchfork, la editora Vrinda Jagota escribió que «suena más como el trap-pop melodioso y melodioso» de Reputation (2017) que la música de Speak Now (Taylor's Version). La letra y el estilo han sido calificados de sensuales, coquetos y sexualmente sugerentes.  El uso de insinuaciones por parte de Swift al describir un enamoramiento «cataclísmico» ha generado comparaciones con la canción Dress de Reputation.

## Recepción crítica
En las reseñas de Speak Now (Taylor's Version), varios críticos eligieron «I Can See You» como la mejor canción «From The Vault» del álbum.Nugent y DeWald elogiaron la producción «bailable», y este último consideró la canción «un cambio de ritmo divertido» para el álbum.Lipshutz elogió la letra y la composición y dijo que la canción «habría sido una excelente adición» al álbum de 2010. Kate Solomon de I lo calificó como un «clásico».El escritor de Spin Bobby Olivier opinó que el tema de la lujuria agrega un nuevo aspecto a la composición de Swift.El personal de Sputnikmusic, Sowing, dijo que la canción tiene la línea de guitarra y el ritmo «más adictivos» de cualquier canción de Swift desde «Style» (2015). En una reseña menos positiva, Laura Snapes de The Guardian destacó las letras «intrigantemente sexuales», pero criticó la producción como «activamente mala, al estilo Maroon 5».
«I Can See You» fue colocada entre las cinco primeras en las clasificaciones de las pistas «From The Vault» de Swift por Lipshutz,Jake Viswanath de Bustle,Nylon,Time,  y Josh Kurp de Uproxx. Chris Willman de Variety incluyó la canción en el séptimo lugar en una clasificación de sus pistas adicionales, elogiando la producción de Antonoff y calificándola como uno de los «slinky bops» de 2023 y de la discografía de Swift. Viswanath opinó que la pista «no habría sonado así en 2010» si no fuera por el «riff de guitarra hipnótico» de Antonoff que complementa las «sugerentes líneas de ligue». En Nylon, Lauren McCarthy consideró que la canción era la más pegadiza de las pistas «From The Vault», así como la más sexy, creyendo que Swift estaba tan involucrada con su lujuria que «de alguna manera olvidó que estaba grabando una canción».Moises Mendez II de Time dijo que la producción generó una atmósfera misteriosa y pensó que Swift «capturó perfectamente» las emociones de un «amor prohibido». Para Kurp, la canción era la del álbum que sonaba más como la banda Fall Out Boy y sintió que la voz de Swift presentaba una «calidad determinada y reservada» que era poco común en el álbum original.

## Rendimiento comercial
«I Can See You» alcanzó su punto máximo dentro del top diez en Irlanda (4), Nueva Zelanda (4),Singapur (7), Canadá (8), y Japón (8).En el Billboard Global 200, la canción entró en su punto máximo del número cuatro con 52,9 millones de reproducciones y 6.000 ventas en todo el mundo. «I Can See You» y «Back to December (Taylor's Version)» marcaron simultáneamente las entradas número 16 y 17 de Swift en el top ten del Global 200.
En los Estados Unidos, la canción debutó y alcanzó el puesto número cinco en el Billboard Hot 100, con 24,7 millones de reproducciones, 4000 ventas y 361,000 audiencias de radio; convirtió a Swift en la primera artista desde The Beatles en 1964 en ubicar canciones de tres álbumes diferentes en el top diez al mismo tiempo. La canción también es su 26.ª entrada al top cinco y la segunda pista de «Taylor's Version» en ubicarse dentro del top 10, después de «All Too Well (Taylor's Version)» (2021). En Australia, la canción alcanzó el número cinco en el ARIA Singles Chart y recibió una certificación de oro de la Australian Recording Industry Association (ARIA). En el Reino Unido, alcanzó el número seis en el UK Singles Charty fue certificada plata por la British Phonographic Industry (BPI).

## Video musical
En el espectáculo The Eras Tour en Kansas City, Misuri , el 7 de julio de 2023, Swift estrenó el video musical de «I Can See You», con sus coprotagonistas Joey King, Taylor Lautner y Presley Cash apareciendo en el escenario con Swift; el video fue lanzado a través de YouTube el 8 de julio. Cash y King protagonizaron previamente el video de Swift de 2011 para «Mean», mientras que Lautner y Swift salieron brevemente y protagonizaron la película de 2010 Valentine's Day antes del lanzamiento del álbum original Speak Now. En el show, Swift reveló que se le había ocurrido el concepto del video más de un año y medio antes de su eventual lanzamiento. La filmación ocurrió en abril de 2023 en Liverpool, Inglaterra, en lugares como el Cunard Building, el Tobacco Warehouse y el National Westminster Bank. Ella declaró que quería crear una historia visual que mostrara cómo sus fans la ayudaron a recuperar su música.
El video muestra un atraco, llevado a cabo por Cash, King y Lautner, para rescatar a Swift, quien está prisionera en una bóveda. El video es una metáfora de los fanáticos de Swift que ayudan a recuperar su música luego de la s. Swift dirigió el video y Jonathan Sela se desempeñó como director de fotografía.
El video recibió comentarios positivos de los periodistas. Alexa Camp de Slant Magazine dijo que el video musical «repleto de acción» vio a Swift "tomar el control" de su arte.Lauren Huff de Entertainment Weekly elogió el tema de acción del video "repleto de acción".William Hughes de AV Club lo llamó un video «apenas una metáfora» con atuendos y recuerdos de la era Speak Now de Swift.Para honrar el récord de seis shows agotados de Swift del Eras Tour en el SoFi Stadium, la Academia de la Grabación organizó una exhibición emergente especial, titulada I Can See You (Taylor's Version), en el Museo Grammy, Los Ángeles, del 2 de agosto al 18 de septiembre de 2023. La exhibición es una experiencia inmersiva en el video musical «I Can See You», que muestra 11 disfraces, todos los cuales fueron usados por Swift durante la era Speak Now, y dos instrumentos musicales del video.

## Personal
Los créditos están adaptados de las notas del álbum. 
| - Taylor Swift – voz, composición, producción - Jack Antonoff – producción, ingeniería, programación, guitarra acústica, bajo, guitarra eléctrica, guitarra acústica de 12 cuerdas, teclados, sintetizador, coros - Evan Smith – saxofón, ingeniería - Mikey Freedom Hart – guitarra eléctrica, sintetizador, Wurlitzer - Sean Hutchinson – batería, percusión - David Hart – ingeniería | - Laura Sisk – ingeniería - John Rooney – asistencia técnica - Jon Sher – asistencia de ingeniería - Megan Searl – asistencia de ingeniería - Christopher Rowe – ingeniería vocal - Serban Ghenea – mezcla - Bryce Bordone – ingeniería de mezclas - Randy Merrill – masterización |